# Europese kampioenschappen kortebaanzwemmen 2012
De Europese kampioenschappen kortebaanzwemmen 2012 werden van donderdag 22 tot en met zondag 25 november 2012 georganiseerd in Franse Chartres. Voor het eerst in de geschiedenis stonden er gemengde estafettes op het programma.

## Wedstrijdschema
| Donderdag 22/11 | Vrijdag 23/11 | Zaterdag 24/11 | Zondag 25/11 |
| --- | --- | --- | --- |
| Series vanaf 9:00 uur | Series vanaf 9:00 uur | Series vanaf 8:45 uur | Series vanaf 8:45 uur |
| 50 m vrij mannen 50 m school vrouwen 200 m wissel mannen 100 m rug vrouwen 200 m rug mannen 100 m vlinder mannen 200 m vlinder vrouwen 100 m school mannen 200 m wissel vrouwen 400 m vrij mannen 100 m vrij vrouwen 4×50 m wissel mannen 4×50 m vrij vrouwen                                                                         | 50 m rug mannen 50 vlinder vrouwen 400 m wissel mannen 100 m wissel vrouwen 200 m school vrouwen 100 m vrij mannen 4×50 m wissel gemengd 800 m vrij vrouwen | 50 m rug vrouwen 50 m school mannen 400 m vrij vrouwen 100 m rug mannen 100 m school vrouwen 100 m wissel mannen 100 m vlinder vrouwen 200 m vlinder mannen 4×50 m vrij gemengd 1500 m vrij mannen | 50 vrij vrouwen 50 vlinder mannen 400 m wissel mannen 200 m school mannen 200 m vrij vrouwen 200 m vrij mannen 200 m rug vrouwen 4×50 m vrij mannen 4×50 m wissel vrouwen |
| Finales - vanaf 16:30 uur | Finales - vanaf 16:30 uur | Finales - vanaf 15:30 uur | Finales - vanaf 15:30 uur |
| HF 50 m vrij mannen HF 50 m school vrouwen F 400 m vrij mannen F 200 m rug mannen HF 100 m rug vrouwen HF 100 m vlinder mannen F 200 m wissel vrouwen HF 100 m school mannen F 200 m vlinder vrouwen F 200 m wissel mannen HF 100 m vrij vrouwen F 50 m vrij mannen F 50 m school vrouwen F 4×50 m wissel mannen F 4×50m vrij vrouwen | SS 800 m vrij vrouwen HF 50 m rug mannen HF 50 vlinder vrouwen F 400 m wissel mannen F 200 m school vrouwen F 100 m school mannen F 100 m vrij vrouwen HF 100 m vrij mannen F 100 m rug vrouwen F 100 m vlinder mannen HF 100 m wissel vrouwen F 50 vlinder vrouwen F 50 m rug mannen F 4×50 m wissel gemengd | SS 1500 m vrij mannen HF 50 m rug vrouwen HF 50 m school mannen F 400 m vrij vrouwen HF 100 m wissel mannen HF 100 m school vrouwen HF 100 m rug mannen F 100 m wissel vrouwen F 200 m vlinder mannen HF 100 m vlinder vrouwen F 100 m vrij mannen F 50 m rug vrouwen F 50 m school mannen F 4×50 m vrij gemengd | HF 50 vrij vrouwen HF 50 vlinder mannen F 400 m wissel mannen F 200 m school mannen F 200 m vrij vrouwen F 100 m wissel mannen F 100 m vlinder vrouwen F 200 m vrij mannen F 100 m school vrouwen F 100 m rug mannen F 200 m rug vrouwen F 50 vrij vrouwen F 50 vlinder mannen F 4×50 m vrij mannen F 4×50 m wissel vrouwen |

## Selecties

### België
De Belgische zwembond selecteerde achttien zwemmers voor dit toernooi, elf mannen en zeven vrouwen.
Mannen
- Jasper Aerents
- Ward Bauwens
- Jonas Coreelman
- Louis Croenen
- Gilles De Wilde
- Stijn Depypere
- Yoris Grandjean
- Glenn Surgeloose
- Pieter Timmers
- Egon Van der Straeten
- Emmanuel Vanluchene

Vrouwen
- Kimberly Buys
- Mirthe Goris
- Kim Janssens
- Fanny Lecluyse
- Edith Mattens
- Jolien Sysmans
- Jasmijn Verhaegen

### Nederland
De technisch directeur van de KNZB, Jacco Verhaeren, selecteerde 11 zwemmers voor dit toernooi, drie mannen en acht vrouwen.
Mannen
- Dion Dreesens
- Joost Reijns
- Joeri Verlinden

Vrouwen
- Denise van Ark
- Esmee Bos
- Kira Toussaint
- Rosa Veerman
- Cynthia Verkaik
- Maaike de Waard
- Wendy van der Zanden

## Medailles
Legenda
- WR = Wereldrecord
- ER = Europees record
- CR = Kampioenschapsrecord

### Mannen
| Onderdeel            | Goud | Goud       | Zilver                                                                                        | Zilver   | Brons                                                                                   | Brons    |
| -------------------- | --- | ---------- | --------------------------------------------------------------------------------------------- | -------- | --------------------------------------------------------------------------------------- | -------- |
| Vrije slag           | |            |                                                                                               |          |                                                                                         |          |
| 50 m                 | Florent Manaudou Frankrijk | 20,70      | Vladimir Morozov Rusland                                                                      | 20,89    | Frédérick Bousquet Frankrijk                                                            | 20,97    |
| 100 m                | Vladimir Morozov Rusland | 45,68      | Jevgeni Lagoenov Rusland                                                                      | 46,52    | Yannick Agnel Frankrijk                                                                 | 46,80    |
| 200 m                | Yannick Agnel Frankrijk | 1.41,46    | Pieter Timmers België                                                                         | 1.43,08  | Grégory Mallet Frankrijk                                                                | 1.43,21  |
| 400 m                | Yannick Agnel Frankrijk | 3.37,54    | Gabriele Detti Italië                                                                         | 3.41,66  | Andrea Mitchell D'Arrigo Italië                                                         | 3.42,32  |
| 1500 m               | Gregorio Paltrinieri Italië | 14.27,78   | Sergij Frolov Oekraïne                                                                        | 14.30,87 | Anthony Pannier Frankrijk                                                               | 14.41,97 |
| Rugslag              | |            |                                                                                               |          |                                                                                         |          |
| 50 m                 | Jérémy Stravius Frankrijk | 23,28      | Guy Barnea Israël                                                                             | 23,46    | Vladimir Morozov Rusland                                                                | 23,47    |
| 100 m                | Jérémy Stravius Frankrijk | 49,70      | Benjamin Stasiulis Frankrijk                                                                  | 50,31    | Damiano Lestingi Italië                                                                 | 51,35    |
| 200 m                | Radosław Kawęcki Polen | 1.48,51 CR | Péter Bernek Hongarije                                                                        | 1.49,41  | Benjamin Stasiulis Frankrijk                                                            | 1.51,81  |
| Schoolslag           | |            |                                                                                               |          |                                                                                         |          |
| 50 m                 | Fabio Scozzoli Italië | 26,18      | Aleksander Hetland Noorwegen                                                                  | 26,20    | Damir Dugonjič Slovenië                                                                 | 26,24    |
| 100 m                | Fabio Scozzoli Italië | 57,25      | Martti Aljand Estland                                                                         | 57,75    | Giacomo Perez Dortona Frankrijk                                                         | 57,76    |
| 200 m                | Vjatsjeslav Sinkevitsj Rusland                                                                                                 | 2.04,55    | Ihor Borysyk Oekraïne                                                                         | 2.05,12  | Andrij Kovalenko Oekraïne                                                               | 2.05,21  |
| Vlinderslag          | |            |                                                                                               |          |                                                                                         |          |
| 50 m                 | Rafael Muñoz Spanje | 22,53      | Frédérick Bousquet Frankrijk                                                                  | 22,54    | Andrij Hovorov Oekraïne                                                                 | 22,72    |
| 100 m                | Jevgeni Korotysjkin Rusland | 49,98      | Rafael Muñoz Spanje                                                                           | 50,39    | Mehdy Metella Frankrijk                                                                 | 50,66    |
| 200 m                | László Cseh Hongarije | 1.52,11    | Viktor Bromer Denemarken                                                                      | 1.53,38  | Joeri Verlinden Nederland                                                               | 1.53,47  |
| Wisselslag           | |            |                                                                                               |          |                                                                                         |          |
| 100 m                | Vladimir Morozov Rusland | 51,89      | Peter Mankoč Slovenië                                                                         | 52,64    | Martti Aljand Estland                                                                   | 52,92    |
| 200 m                | László Cseh Hongarije | 1.52,74    | Jérémy Stravius Frankrijk                                                                     | 1.54,00  | Gal Nevo Israël                                                                         | 1.55,14  |
| 400 m                | László Cseh Hongarije | 4.00,99    | Dávid Verrasztó Hongarije                                                                     | 4.02,54  | Gal Nevo Israël                                                                         | 4.04,80  |
| Vrije slag estafette | |            |                                                                                               |          |                                                                                         |          |
| 4×50 m               | Frankrijk Florent Manaudou Frédérick Bousquet Jérémy Stravius Amaury Leveaux Joris Hustache Grégory Mallet Medhy Metella       | 1.23,31    | Rusland Vladimir Morozov Andrej Gretsjin Jevgeni Lagoenov Vitali Syrnikov Jevgeni Korotysjkin | 1.23,99  | België Emmanuel Vanluchene Pieter Timmers Yoris Grandjean Jasper Aerents Stijn Depypere | 1.25,60  |
| Wisselslagestafette  | |            |                                                                                               |          |                                                                                         |          |
| 4×50 m               | Frankrijk Jérémy Stravius Giacomo Perez Dortona Frédérick Bousquet Florent Manaudou Dorian Gandin Romain Sassot Grégory Mallet | 1.32,35    | Rusland Vladimir Morozov Oleg Oetechin Jevgeni Korotysjkin Jevgeni Lagoenov Vitali Syrnikov   | 1.33,87  | Tsjechië Martin Badura Petr Bartunek Michal Ledl Tomas Plevko                           | 1.35,18  |

### Vrouwen
| Onderdeel            | Goud                                                                                   | Goud       | Zilver                                                                                  | Zilver  | Brons                                                                                   | Brons   |
| -------------------- | -------------------------------------------------------------------------------------- | ---------- | --------------------------------------------------------------------------------------- | ------- | --------------------------------------------------------------------------------------- | ------- |
| Vrije slag           |                                                                                        |            |                                                                                         |         |                                                                                         |         |
| 50 m                 | Aleksandra Gerasimenia Wit-Rusland                                                     | 23,85      | Triin Aljand Estland                                                                    | 24,24   | Jeanette Ottesen Gray Denemarken                                                        | 24,33   |
| 100 m                | Veronika Popova Rusland                                                                | 52,86      | Jeanette Ottesen Gray Denemarken                                                        | 53,13   | Charlotte Bonnet Frankrijk                                                              | 53,23   |
| 200 m                | Camille Muffat Frankrijk                                                               | 1.52,20    | Charlotte Bonnet Frankrijk                                                              | 1.54,00 | Veronika Popova Rusland                                                                 | 1.54,20 |
| 400 m                | Camille Muffat Frankrijk                                                               | 3.54,85 WR | Lotte Friis Denemarken                                                                  | 3.58,85 | Coralie Balmy Frankrijk                                                                 | 3.59,80 |
| 800 m                | Lotte Friis Denemarken                                                                 | 8.10,24    | Hannah Miley Verenigd Koninkrijk                                                        | 8.15,66 | Aimee Willmott Verenigd Koninkrijk                                                      | 8.18,90 |
| Rugslag              |                                                                                        |            |                                                                                         |         |                                                                                         |         |
| 50 m                 | Laure Manaudou Frankrijk                                                               | 26,78      | Sanja Jovanović Kroatië                                                                 | 26,84   | Simona Baumrtová Tsjechië                                                               | 26,97   |
| 100 m                | Daryna Zevina Oekraïne                                                                 | 57,07      | Laure Manaudou Frankrijk                                                                | 57,70   | Simona Baumrtová Tsjechië                                                               | 58,08   |
| 200 m                | Daryna Zevina Oekraïne                                                                 | 2.01,97 CR | Alexianne Castel Frankrijk                                                              | 2.03,23 | Simona Baumrtová Tsjechië                                                               | 2.03,43 |
| Schoolslag           |                                                                                        |            |                                                                                         |         |                                                                                         |         |
| 50 m                 | Petra Chocová Tsjechië                                                                 | 30,02      | Rikke Møller Pedersen Denemarken                                                        | 30,25   | Sycerika McMahon Ierland                                                                | 30,34   |
| 100 m                | Rikke Møller Pedersen Denemarken                                                       | 1.04,12 ER | Petra Chocová Tsjechië                                                                  | 1.05,50 | Marina García Spanje                                                                    | 1.05,82 |
| 200 m                | Rikke Møller Pedersen Denemarken                                                       | 2.17,25    | Marina García Spanje                                                                    | 2.20,57 | Ganna Dzerkal Oekraïne                                                                  | 2.21,94 |
| Vlinderslag          |                                                                                        |            |                                                                                         |         |                                                                                         |         |
| 50 m                 | Jeanette Ottesen Gray Denemarken                                                       | 25,21      | Aleksandra Gerasimenia Wit-Rusland                                                      | 25,53   | Mélanie Henique Frankrijk                                                               | 25,76   |
| 100 m                | Ilaria Bianchi Italië                                                                  | 56,40      | Kimberly Buys België                                                                    | 57,00   | Jeanette Ottesen Gray Denemarken                                                        | 57,13   |
| 200 m                | Katinka Hosszú Hongarije                                                               | 2.05,78    | Stefania Pirozzi Italië                                                                 | 2.06,09 | Alessia Polieri Italië                                                                  | 2.06,63 |
| Wisselslag           |                                                                                        |            |                                                                                         |         |                                                                                         |         |
| 100 m                | Katinka Hosszú Hongarije                                                               | 58,83      | Zsuzsanna Jakabos Hongarije                                                             | 59,15   | Siobhan-Marie O'Connor Verenigd Koninkrijk                                              | 59,72   |
| 200 m                | Katinka Hosszú Hongarije                                                               | 2.05,78    | Hannah Miley Verenigd Koninkrijk                                                        | 2.06,21 | Zsuzsanna Jakabos Hongarije                                                             | 2.06,66 |
| 400 m                | Hannah Miley Verenigd Koninkrijk                                                       | 4.23,47 ER | Katinka Hosszú Hongarije                                                                | 4.23,91 | Zsuzsanna Jakabos Hongarije                                                             | 4.25,61 |
| Vrije slag estafette |                                                                                        |            |                                                                                         |         |                                                                                         |         |
| 4×50 m               | Denemarken Jeanette Ottesen Gray Kelly Riber Rasmussen Julie Levisen Pernille Blume    | 1.38,10    | Finland Emilia Pikkarainen Lotta Nevalainen Laura Kurki Hanna-Maria Seppälä             | 1.38,13 | Wit-Rusland Joelia Chitraja Aleksandra Gerasimenia Aksana Dziamidava Svetlana Chachlova | 1.38,39 |
| Wisselslagestafette  |                                                                                        |            |                                                                                         |         |                                                                                         |         |
| 4×50 m               | Denemarken Kristina Thomsen Rikke Møller Pedersen Jeanette Ottesen Gray Pernille Blume | 1.47,41    | Tsjechië Simona Baumrtová Petra Chocová Lucie Svecená Aneta Pechancová Barbora Závadová | 1.47,67 | Frankrijk Laure Manaudou Fanny Babou Mélanie Henique Anna Santamans Beryl Gastaldello   | 1.47,70 |

### Gemengd
| Onderdeel            | Goud | Goud    | Zilver                                                                                        | Zilver  | Brons                                                                                       | Brons   |
| -------------------- | --- | ------- | --------------------------------------------------------------------------------------------- | ------- | ------------------------------------------------------------------------------------------- | ------- |
| Vrije slag estafette | |         |                                                                                               |         |                                                                                             |         |
| 4×50 m               | Frankrijk Frédérick Bousquet Florent Manaudou Camille Muffat Anna Santamans Amaury Leveaux Medhy Metella Charlotte Bonnet Beryl Gastaldello | 1.29,64 | Rusland Andrej Gretsjin Vladimir Morozov Veronika Popova Rozalja Nasretdinova Vitali Syrnikov | 1.30,41 | Finland Hanna-Maria Seppälä Laura Kurki Andrei Tuomola Ari-Pekka Liukkonen Lotta Nevalainen | 1.31,74 |
| Wisselslagestafette  | |         |                                                                                               |         |                                                                                             |         |
| 4×50 m               | Frankrijk Jérémy Stravius Florent Manaudou Mélanie Henique Anna Santamans Cloé Credeville Justine Bruno Frédérick Bousquet                  | 1.38,74 | Slovenië Anja Carman Damir Dugonjič Peter Mankoč Nastja Govejsek                              | 1.39,79 | Noorwegen Lavrans Solli Aleksander Hetland Monica Johannessen Cecilie Johannessen           | 1.40,10 |

## Medailleklassement
| Plaats | Land                | Goud | Zilver | Brons | Totaal |
| 1      | Frankrijk           | 12   | 6      | 11    | 29     |
| 2      | Denemarken          | 6    | 4      | 2     | 12     |
| 2      | Hongarije           | 6    | 4      | 2     | 12     |
| 4      | Rusland             | 5    | 5      | 2     | 12     |
| 5      | Italië              | 4    | 2      | 3     | 9      |
| 6      | Oekraïne            | 2    | 2      | 3     | 7      |
| 7      | Tsjechië            | 1    | 2      | 4     | 7      |
| 8      | Verenigd Koninkrijk | 1    | 2      | 2     | 5      |
| 9      | Spanje              | 1    | 2      | 1     | 4      |
| 10     | Wit-Rusland         | 1    | 1      | 1     | 3      |
| 11     | Polen               | 1    | 0      | 0     | 1      |
| 12     | België              | 0    | 2      | 1     | 3      |
| 12     | Estland             | 0    | 2      | 1     | 3      |
| 12     | Slovenië            | 0    | 2      | 1     | 3      |
| 15     | Israël              | 0    | 1      | 2     | 3      |
| 16     | Finland             | 0    | 1      | 1     | 2      |
| 16     | Noorwegen           | 0    | 1      | 1     | 2      |
| 18     | Kroatië             | 0    | 1      | 0     | 1      |
| 19     | Ierland             | 0    | 0      | 1     | 1      |
| 19     | Nederland           | 0    | 0      | 1     | 1      |
| Totaal | Totaal              | 40   | 40     | 40    | 120    |

## Records
De onderstaande tabel geeft de verbroken wereld (WR), Europese (ER) en kampioenschapsrecords (CR) tijdens dit kampioenschap.
| Datum       | Afstand             | Ronde        | Naam                  | Land | Tijd    | CR     | ER     | WR     |
| ----------- | ------------------- | ------------ | --------------------- | ---- | ------- | ------ | ------ | ------ |
| 22 november | 200m rugslag (m)    | Finale       | Radosław Kawęcki      | POL  | 1.48,51 | Vinkje |        |        |
| 24 november | 400m vrije slag (v) | Finale       | Camille Muffat        | FRA  | 3.54,85 | Vinkje | Vinkje | Vinkje |
| 24 november | 50m schoolslag (m)  | Finale       | Fabio Scozzoli        | ITA  | 26,18   | Vinkje |        |        |
| 24 november | 100m schoolslag (v) | Halve finale | Rikke Møller Pedersen | DEN  | 1.04,49 | Vinkje |        |        |
| 25 november | 200m rugslag (v)    | Finale       | Daryna Zevina         | UKR  | 2.01,97 | Vinkje |        |        |
| 25 november | 100m schoolslag (v) | Finale       | Rikke Møller Pedersen | DEN  | 1.04,12 | Vinkje | Vinkje |        |
| 25 november | 400m wisselslag (v) | Finale       | Hannah Miley          | GBR  | 4.23,47 | Vinkje | Vinkje |        |